# Loo Loo Land
«Loo Loo Land» es el segundo episodio de la primera temporada de la serie web animada para adultos Helluva Boss, que sigue a la realeza demoníaca Stolas mientras contrata a la compañía de asesinatos I.M.P para que lo acompañe a él y a su hija Octavia al parque titular. Se estrenó en YouTube el 9 de diciembre de 2020 y fue escrito por los creadores de la serie Vivienne "VivziePop" Medrano y Brandon Rogers. Fue dirigida por Medrano y Rick Zieff.
Al recibir una recepción crítica universalmente positiva, «Loo Loo Land» también fue nominada al Ursa Major Award 2020 a la mejor serie dramática.

## Argumento
En la escena inicial, una joven Octavia llora por sus padres. Cuando su padre Stolas llega a su habitación para ver qué pasa, ella le dice que tuvo una pesadilla. Stolas la consuela cantándole una canción de cuna y ella se queda dormida tranquilamente («You Will Be Okay»).
En el presente, Octavia, que ahora tiene 17 años, se despierta cuando sus padres pelean, quienes están en medio de un divorcio después de que su madre Stella descubrió que Stolas se había acostado con Blitzo. Después de que Stella sale furiosa de la habitación, Stolas le pregunta a Octavia si le gustaría ir al parque de diversiones Loo Loo Land, que disfrutaba cuando era más joven. Octavia expresa que no quiere ir, pero Stolas la ignora y la lleva de todos modos. Contrata a I.M.P para que sirva como guardaespaldas para él y Octavia en el parque.
Mientras está en el parque, Stolas lleva a Octavia a muchas atracciones diferentes y coquetea con Blitzo mientras lo hace, lo que hace que Octavia se sienta incómoda. Finalmente, mientras está en un espectáculo animatrónico, Octavia sale corriendo en un ataque de emoción y Stolas la persigue («Loo Loo Land»). Después de que Stolas se va, Blitzo se pelea con el artista animatrónico principal, Robo Fizz, con quien se insinúa que tiene una historia de fondo.
Stolas se encuentra con Octavia en una casa de la risa y los dos tienen una conversación seria sobre sus sentimientos. Octavia expresa que las constantes discusiones de sus padres han arruinado su hogar y que teme que Stolas se escape con Blitzo y la deje en paz. Stolas le asegura a Octavia que él nunca haría tal cosa y le dice que su relación con su madre es complicada. Stolas se disculpa por llevarla a Loo Loo Land cuando ella no quería ir, y los dos abandonan el parque. I.M.P también se va, ya que la pelea de Blitzo con Robo Fizz quemó todo el parque.

## Producción y lanzamiento
El episodio está protagonizado por Brandon Rogers como Blitzo, Richard Horvitz como Moxxie, Vivian Nixon como Millie, Erica Lindbeck como Loona, y Bryce Pinkham como Stolas. Los invitados es Barrett Wilbert Weed como Octavia, Alex Brightman como Robo Fizz y Georgina Leahy como Stella. Sam Haft escribió la canción «You Will Be Okay»
La animación fue producida por SpindleHorse Toons. El guion fueron realizados por Seth Anderholm, Zach Giering, Jess Sims y Paul Villeco. La voz de Horseless Cowboy se dirigió al episodio. Un teaser de «Loo Loo Land» se estrenó el 9 de junio de 2020, con el estreno del episodio el 9 de diciembre de 2020.

## Recepción

### Respuesta de la crítica
Amari Allah de Wherever I Look elogió la exploración del episodio del «lado más suave de [el] generalmente explícito» Stolas a través de su relación con su hija Octavia, convirtiendo a un personaje que «parecía que sería un chiste permanente« en una figura «reveladora» cuya presencia "no tiene que ver únicamente con el valor del impacto».
Hope Mullinax de The Geeky Waffle marcó «Loo Loo Land» como un punto de inflexión en el que uno «realmente comienza a ver cuán desarrolladas están estas personas», en particular, felicitando la expansión de los «matices» del episodio con Blitzo y Stolas. relación. Afirma que «los creadores logran construir sus sentimientos».
Comic Book Resources clasificó la escena inicial de «Loo Loo Land» como la primera en su lista de las «Mejores actuaciones musicales de dibujos animados», elogiando «las impresionantes imágenes del cosmos [que acompañan la] increíble actuación» de Bryce Pinkham. Brendan Kachel de Flayrah declaró de manera similar que «no se puede decir lo suficiente cuán importante es la escena inicial y el número para esta serie [al mostrar que] este programa tenía más que ofrecer que solo humor abrasivo». Describió la relación entre Stolas y Octavia como «lo más destacado del episodio». Al referirse visualmente a la escena inicial de «Loo Loo Land», Zoe Dumas de MovieWeb elogió cómo la premisa de «comedia de terror» de la serie en general «no impide que los escritores infundan personajes y situaciones con una inmensa profundidad emocional [...] [haciendo] que sus personajes experimenten sus emociones en los momentos más tranquilos del programa [mientras] tratan temas que incluyen el divorcio, el abandono y el sentimiento de indignidad de amor».

### Premios y nominaciones
| Año  | Premio            | Categoría             | Receptor                                          | Resultado | Ref.        |
| ---- | ----------------- | --------------------- | ------------------------------------------------- | --------- | ----------- |
| 2020 | Ursa Major Awards | Mejor serie dramática | Helluva Boss por «Murder Family» y «Loo Loo Land» | Nominado  | [ 3 ] [ 4 ] |

## Enlaces exterbos
- Loo Loo Land en Internet Movie Database (en inglés).
- Esta obra contiene una traducción completa derivada de «Loo Loo Land» de Wikipedia en inglés, publicada por sus editores bajo la Licencia de documentación libre de GNU y la Licencia Creative Commons Atribución-CompartirIgual 4.0 Internacional.

- Datos: Q130215931